# Balle au tambourin
Pour les articles homonymes, voir jeu de balle.
Le jeu de balle au tambourin est un sport collectif impliquant deux équipes de cinq joueurs. Il est plus souvent appelé tambourin. On parle aussi de balle au tambourin ou jeu de tambourin. En France, c'est un sport profondément ancré sur son territoire : l'est de l'Hérault. Il a une présence identitaire languedocienne forte. Si les hommes furent les premiers à jouer, les femmes ont commencé à jouer en équipe en 1983 et ont rapidement participé à des compétitions féminines internationales.[réf. souhaitée]
La version la plus ancienne du jeu remonte aux années 1860 et se pratique en plein air sur un terrain de 80 m sur 18 à cinq contre cinq. À la manière de la paume ou du tennis, les joueurs doivent veiller à renvoyer la balle dans le camp adverse. Les points se comptent comme à la paume, c'est-à-dire 15, 30, 45 et jeu. La première équipe ayant remporté 13 jeux est gagnante.
Depuis les années 1980, une variante en salle se développe : tambourin à trois. Elle se pratique sur un terrain de 34 m sur 16m à trois contre trois. Français et Italiens, qui pratiquent depuis plus d'un siècle, dominent les palmarès d'une discipline qui se pratique désormais aussi en Allemagne, Angleterre, Écosse, Belgique, Autriche, Hongrie, Espagne, Irlande, Norvège, Brésil et Japon. La France a remporté le championnat d'Europe en 2016.
Il existe d'autres variantes du jeu, comme le tambeach qui se pratique sur du sable avec un filet séparant les deux camps, ou des versions en plein air sur terre battue comme le tambourelli écossais et le tamboreu brésilien.
Cette pratique est inscrite à l'Inventaire du patrimoine culturel immatériel en France, depuis 2012.

## Histoire
Le jeu de balle au tambourin est un jeu qui se rapproche du jeu de paume mais sans filet. Il est le descendant direct du jeu de ballon pratiqué dans le Languedoc, entre le milieu du XVIe siècle et 1861. Cette année-là, un tonnelier de Mèze fabrique les premiers tambourins (cercle de bois sur lequel est tendue une peau parcheminée). Les joueurs abandonnent les brassards en bois utilisés dans le jeu de ballon et jouent avec des tambourins. Ils utilisent les mêmes terrains et gardent les anciennes règles. Dans l'état actuel des recherches, le document le plus ancien parlant de tambourin est un texte datant de 1864 des archives municipales de Montpellier, signalant la pratique du jeu sur la place du marché aux bestiaux.
Les Italiens revendiquent la paternité de ce sport typique de l’Hérault (qui compte 4 000 licenciés) mais également très pratiqué en Italie où le jeu est appelé palla tamburello. Au XXIe siècle, les Italiens prétendent que le jeu de balle au tambourin date de l'Antiquité. La filiation entre la sphaerista antique et les jeux modernes de tennis ou de balle au tambourin est réfutée par les historiens du sport en raison de l'existence de nombreux « chaînons manquants ou sans consistance ». Le jeu, qui est une forme de longue paume se développe de la fin du XIXe siècle au début du XXe siècle au nord de l'Italie et dans le département français de l'Hérault sans relations évidentes entre les deux berceaux italiens et français du jeu.

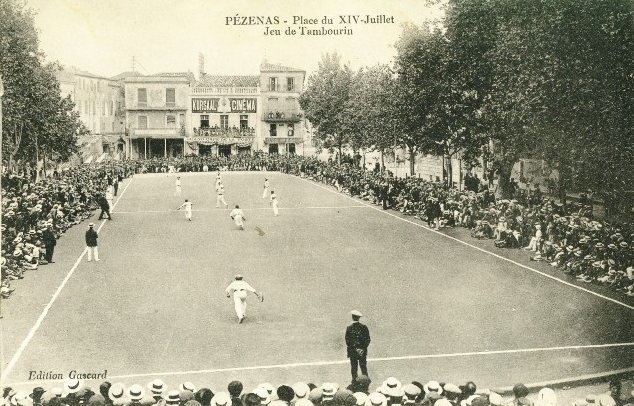
Match à 4 contre 4 à Pézenas (Hérault) avant la Grande Guerre.

L'Italie est la première à mettre en place un championnat national, dès 1896. Les règles italiennes modernes sont fixées depuis 1924. En France, où l'on pratique la chasse, formule de jeu plus complexe que la méthode italienne, les tournois restent longtemps la formule de compétition la plus prisée. Ces concours, comme on les nomme alors, sont le plus souvent dotés de prix en espèces. Les deux concours les plus prestigieux sont ceux de Montpellier et de Pézenas (créé en 1909). Ces derniers se tiennent sur plusieurs week-end avec des finales (première et deuxième série) à la fin de l'été. En 1922, le quotidien régional L'Éclair organise et dote la première édition du Championnat du Languedoc mettant aux prises les vainqueurs de ces deux concours. Une première version de la Fédération française de tambourin est alors déjà active, mais l'accès aux concours reste ouvert aux clubs fédérés ou non. Montarnaud, sacré Champion du Languedoc fin octobre 1922, ne se constitue en club fédéré qu'en janvier 1923. La Fédération organise un championnat de France également doté de prix à partir de 1923. 143 équipes répartis entre Narbonne et Marseille y participent. Une baisse de la pratique est notée dès le début des années 1930. La Fédération a disparu, le Championnat du Languedoc de L'Éclair et le concours de Montpellier ne sont plus disputés. Le concours de Pézenas se maintient jusqu'en 1937. Pour pallier cette carence, Max Rouquette fonde une deuxième version de la Fédération française du jeu de balle au tambourin en janvier 1939. La guerre met la jeune fédération en sommeil avant le renouveau de l'après-guerre : création d'une Coupe de France en 1949 puis d'un championnat de France en 1952. Les championnats de première et deuxième série existent déjà avant 1952, mais ils deviennent officiellement championnats de France à cette date.
Découvrant l'existence du tamburello italien en 1954, Max Rouquette initie un rapprochement du règlement des deux côtés des Alpes, et fait adopter aux joueurs français en 1955 le règlement italien dit de « jeu ouvert ». Les rencontres France-Italie peuvent débuter. Avec ce nouveau règlement, la  Balle au tambourin a abandonné la notion de «chasse» et n'est plus à présent un jeu de gagne-terrain comme précédemment.
Le jeu de la balle au tambourin est resté un sport de village dans l'Hérault alors qu'il est semi-professionnel en Italie malgré son implantation dans des villes de modestes dimensions. Au niveau du palmarès ces dernières saisons, la suprématie italienne sur le jeu est incontestable, même si les Héraultais restent de solides adversaires. À noter la présence, au titre de sport de démonstration, de la balle au tambourin aux Jeux méditerranéens de 1993, disputés en Languedoc.
Depuis peu, certains clubs pratiquent également ce sport d'équipe hors du département de l'Hérault, dans le Gard, en Corrèze à Monceaux sur Dordogne, à Narbonne et dans les Bouches-du-Rhône. Il existe quelques tentatives visant à implanter ce sport hors de sa zone d'origine avec notamment une percée dans le Nord-Pas-de-Calais, à Beuvrages et en Picardie à Saint-Paul, Beauvais et La Chapelle aux Pots. 42 clubs sont recensés en France  en 2007 pour quelque 5 580 licenciés. Allemands et Belges pratiquent également mais le niveau reste encore faible. La Fédération internationale en fondée en 1988 à Mantoue.
Si la version en plein air peine à s'implanter en dehors de sa zone d'origine, la version en salle connait un certain succès en Europe notamment à partir de la dernière décennie des années 1990. Italiens et Français restent dominants, mais les formations allemandes, espagnoles ou hongroises, notamment, deviennent solides.

## Le Jeu

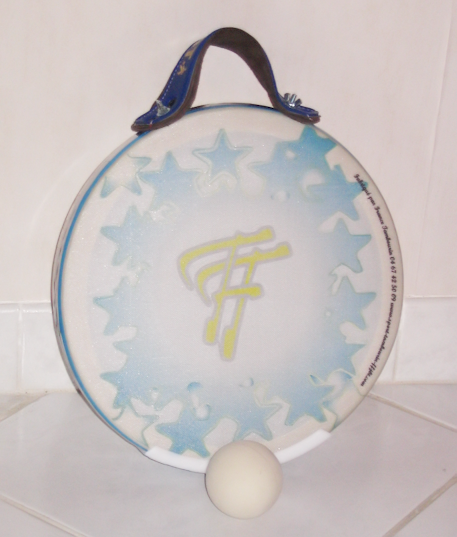
Balle et tambourin

### Équipement
- Le terrain en extérieur : un rectangle en terre battue, goudron ou synthétique (rare) de 80 m de long sur 18 m ou 20 m de large. Dans la longueur, le terrain est coupé en son milieu en deux camps par une ligne dénommée corde. Les lignes de limite de 10 cm de large font partie du terrain. En revanche, une balle qui touche la corde sera toujours jugée faute pour l'équipe qui vient de renvoyer la balle. La variante de ce sport en intérieur utilise un terrain de 34 m de long sur 16 m de large.

- La balle : rouge ou blanche, en caoutchouc, d’un diamètre de 6,1 cm et pesant 78 grammes.

- Le tambourin : un cercle, autrefois en bois, aujourd'hui en plastique renforcé d'un fil de cuivre sur lequel est tendue une toile synthétique permettant à la balle de rebondir. La tenue en main est permise par une poignée en cuir. Autrefois, on utilisait une peau d’animal tendue, en général de chèvre.

- Le battoir : D’un diamètre de 18 cm et fixé au bout d’un manche de 70 cm à un mètre. Il est utilisé pour l’engagement de la balle et permet de la lancer à grande vitesse. La tendance actuelle est à l'abandon du battoir : son maniement est assez délicat et peu de jeunes sont sensibilisés à son usage.

- La mandoline : c'est un tambourin ayant une forme proche de la goutte d'eau. La poignée se situe à une extrémité, du côté le plus fin. La mandoline n'est utilisée qu'à l'engagement et permet à la fois d'engager plus loin plus facilement et aussi de donner de l'effet à la balle. Elle est très peu utilisée en France ; en revanche, les Italiens l'utilisent fréquemment.

### Joueurs
Deux équipes de cinq joueurs chacune s’affrontent, chacune se tenant sur sa partie de terrain. Les joueurs sont répartis sur le terrain selon trois rôles.
Au plus loin du camp de l’adversaire, deux « fonds » qui renvoient la balle le plus possible dans le camp opposé. L’un des deux fonds est le batteur : il met la balle en jeu en utilisant son tambourin, le battoir ou la mandoline puis continue le jeu avec un tambourin.
Au plus près de la ligne divisant en deux le terrain se trouvent deux « cordiers » qui renvoient les balles courtes de l’adversaire, ils sont nommés ainsi car à l'époque la ligne médiane était matérialisée par une corde. Leur rôle est difficile et ingrat : une immense majorité de balles leur passe au-dessus, hors de portée, et ils voient parfois arriver des balles très rapides et très difficiles à renvoyer. Le cas idéal est celui où un fond ou le tiers adverse rate sa frappe. La balle arrive alors assez lentement pour que le cordier se place et prépare un coup irrattrapable par ses adversaires.
Au milieu du demi-terrain, le « tiers » renvoie le plus bas possible les balles que les cordiers n’ont pu reprendre. Il sert également à renvoyer les balles un peu courtes pour les fonds. Idéalement, le tiers ne joue une balle que pour attaquer mais il arrive qu'il joue des coups de défense s'il était mal placé ou s'il était gêné (soleil, vent).

### Règles

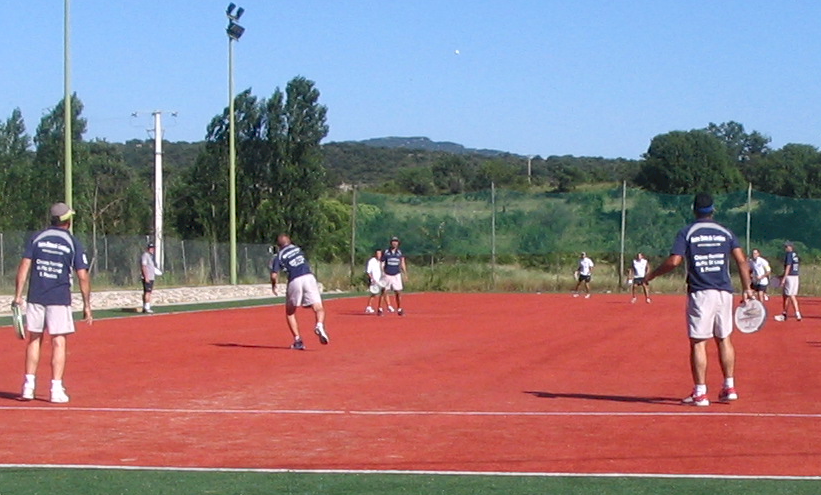
Le tiers renvoie la balle

Décompte des points : sachant que la balle peut rebondir une fois avant d’être frappée, une équipe perd un point si :
- la balle n’est pas renvoyée dans le camp adverse.
- la balle atterrit en dehors des limites du terrain (les lignes font partie du terrain). Si la balle touche la ligne centrale (la corde), elle est également faute.
- le joueur touche la balle avec une autre partie du corps que l’avant-bras qui tient le tambourin.
- deux joueurs de la même équipe touchent consécutivement la balle.
- un joueur marche dans le camp adverse.

Le décompte s’effectue de manière similaire au tennis : par jeu, de 15 à 30 à 45, sans la règle de l’avantage (comme au tennis). Le match est gagné dès qu'une équipe a remporté 13 jeux. Tous les trois jeux, les équipes changent de côté et le service change à chaque jeu.
En cas d'égalité à 12 jeux partout, l'arbitre organise un tirage sort enfin de déterminer le choix du terrain et l'équipe qui débutera au service. Lors de ce dernier jeu dit "jeu décisif", les équipes engagent alternativement et ne changent pas de terrain.
En France le décompte des points en championnat tient compte d'un bonus "offensif" ou "défensif" :
- vainqueur sur un score de 13-10 (au plus): 4 points
- vainqueur sur un score de 13-11 (au moins) : 3 points
- vaincu sur un score de 11-13 (au moins): 2 points
- vaincu sur un score de 10-13 (au plus): 1 points

## Compétitions en extérieur
La première coupe du Monde de balle au tambourin est organisée, par la Fédération française du jeu de balle au tambourin, du 21 au 23 septembre 2012 à Gignac (Hérault). Les deux épreuves, féminine et masculine, sont remportées par la France.
La Coupe d'Europe des clubs champions oppose chaque année les champions et vice-champions de France et d'Italie dans un tournoi à quatre sur deux jours le premier week-end du mois de juillet avec demi-finales et finale. Les demi-finales sont croisées entre clubs français et italiens.
La version masculine de l'épreuve voit le jour en 1996. Son pendant féminin est créé en 2001.
| Coupe d'Europe des clubs champions (Hommes) - 1996 Pol De Negri Castelferro - 1997 Pol Castelferro Tecnoreg - 1998 AT Ennio Guerra Castellaro - 1999 AT Ennio Guerra Castellaro - 2000 ATC Borgosatollo - 2001 ATC Borgosatollo - 2002 ATC Borgosatollo - 2003 US Callianetto - 2004 US Callianetto - 2005 US Callianetto - 2006 US Callianetto - 2007 US Callianetto - 2008 ASDT Solferino - 2009 ASD Callianetto - 2010 ASD Callianetto - 2011 ASD Callianetto - 2012 ASD Callianetto - 2013 ASD Callianetto - 2014 AT Monte - 2015 Asdt Cavaion Monte Peroni - 2016 Asdt Cavaion Monte Peroni - 2017 Asdt Cavaion Monte Peroni - 2018 AT Ennio Guerra Castellaro - 2019 Asdt Cavaion Monte Peroni - 2020 Non disputé - 2021 AT Ennio Guerra Castellaro - 2022 ASDT Solferino - 2023 AT Ennio Guerra Castellaro - 2024 AT Ennio Guerra Castellaro | Coupe d'Europe des clubs champions (Femmes) - 2001 Notre-Dame-de-Londres - 2002 US Chiusano Rilate Verde - 2003 US Chiusano Rilate Verde - 2004 US Chiusano/Callianetto - 2005 US Callianetto-Torino - 2006 US Callianetto-Torino - 2007 US Callianetto-Torino - 2008 A.S.D. Callianetto-Torino - 2009 Settime-Callianetto - 2010 San Paolo d'Argon - 2011 San Paolo d'Argon - 2012 Sabbionara - 2013 Notre-Dame-de-Londres - 2014 ASDT Alegra Settime - 2015 ASDT Alegra Settime - 2016 ASDT Alegra Settime - 2017 ASDT Alegra Settime - 2018 Notre-Dame-de-Londres - 2019 ASDT Dossena - 2020 Non disputé - 2021 - 2022 Tigliolese - 2023 Ceresara - 2024 Segno | Championnat d'Europe des nations de balle au tambourin en extérieur (Hommes) - 2014 Italie Championnat d'Europe des nations de balle au tambourin en extérieur (Femmes) - 2014 Italie Championnat du Monde des nations de balle au tambourin en extérieur (Hommes) - 2012 France - 2016 Italie - 2022 France Championnat du Monde des nations de balle au tambourin en extérieur (Femmes) - 2012 France - 2016 Italie - 2022 Italie |

Source du palmarès : Site officiel de la fédération italienne

Compétitions nationales
- Championnat d'Italie de balle au tambourin (depuis 1896)
- Coupe de France de balle au tambourin (depuis 1949)
- Championnat de France de balle au tambourin (depuis 1952)
- Championnat de France de balle au tambourin féminin (depuis les années 1980)
- Championnat d'Italie de balle au tambourin féminin (depuis 1981)

## France-Italie
Depuis 1955, des rencontres annuelles opposent l'équipe de France à l'équipe d'Italie. Les matches ont lieu alternativement dans les deux pays. Les premières rencontres se tiennent en juin à Vérone puis le 14 août 1955 sur la place des Arceaux à Montpellier. Les Français s'imposent pour la première fois en 1957.
Huit matches ont désormais lieu chaque année (depuis 2005) : équipe A masculine, équipe A féminine, équipe B masculine, équipe B féminine, Juniors masculins (U18, U16, U14), Juniors féminines (U18), Cadets (U16) et cadettes. À partir de 2010, les huit matches concernent : équipe A masculine, équipe A féminine, équipe espoirs masculine (U23), équipe B féminine, Juniors masculins (U18), Juniors féminines, moins de 16 ans masculins et moins de 14 ans masculins.
En août 2005, l'équipe d'Italie A assène 13-1 à son homologue français, tandis que chez les féminines, l'équipe de France A gagne 13-8 face aux Italiennes. Sur la série de huit matches, les Italiens en remportent six pour deux victoires françaises. L'année suivante, l'équipe de France A masculine s'impose 13-6 et sur les huit matches de la série, France et Italie terminent avec quatre victoires chacune. En 2007, l'équipe A masculine italienne domine son homologue française par 13 à 1 et les Italiens remportent la série avec sept victoires.
Palmarès depuis 2000
| Dates                       | Lieu                                                       | Victoires françaises | Victoires italiennes | Matches nuls |
| 2000                        | France                                                     | 1                    | 4                    | 0            |
| 2001                        | Italie                                                     | 0                    | 4                    | 1            |
| 2002                        | France                                                     | 1                    | 3                    | 1            |
| 2003                        | Italie                                                     | 1                    | 4                    | 0            |
| 2004                        | France                                                     | 3                    | 2                    | 1            |
| 6 et 7 août 2005            | Province autonome de Trente                                | 2                    | 6                    | 0            |
| 5 et 6 août 2006            | Vendémian                                                  | 4                    | 4                    | 0            |
| 4 et 5 août 2007            | Bonate Sopra et Bonate Sotto                               | 0                    | 7                    | 0            |
| 2 et 3 août 2008            | Notre-Dame-de-Londres, Viols-le-Fort et Causse-de-la-Selle | 3                    | 5                    | 0            |
| 1 et 2 août 2009            | Bonate Sopra                                               | 2                    | 5                    | 0            |
| 31 juillet et 1er août 2010 | Vendémian                                                  | 2                    | 5                    | 1            |
| 2011                        | Mezzolombardo                                              | 0                    | 8                    | 0            |
|                             | Coupe de l'amitié Jeunes                                   |                      |                      |              |
| 2 et 3 août 2014            | Viols-le-fort                                              | 2                    | 6                    | 0            |
| 1 et 2 août 2015            | Solferino                                                  | 0                    | 8                    | 0            |
| 6 et 7 août 2016            | Notre Dame de Londres                                      | 3                    | 5                    | 0            |
| 29 et 30 juillet 2017       | Mezzolombardo                                              | 1                    | 7                    | 0            |
| 4 et 5 août 2018            | Grabels                                                    | 3                    | 5                    | 0            |
| 3 et 4 août 2019            | Costermano sul Garda                                       | 0                    | 8                    | 0            |
| 2020                        | Non disputé                                                |                      |                      |              |
| 2021                        | Non disputé                                                |                      |                      |              |
| 6 et 7 août 2022            | Vendemian                                                  |                      |                      |              |
| 19 et 20 août 2023          | San Pietro in Cariano                                      |                      |                      |              |

Résultats de l'édition 2010
- Seniors A : France 7 - 13 Italie
- Féminines A : France 13 - 5 Italie
- Moins de 14 ans hommes : France 11 - 13 Italie
- Moins de 16 ans hommes : France 3 - 13 Italie
- Moins de 18 ans hommes : France 9 - 13 Italie
- Moins de 23 ans hommes : France 8 - 13 Italie
- Moins de 18 ans femmes : France 12 - 12 Italie
- Féminines A' : France 8 - 13 Italie

## Balle au tambourin en salle
Autre version du jeu, la balle au tambourin en salle se joue en intérieur dans des gymnases. Les matchs se disputent sur un terrain plus petit (34 m sur 16 m) et à trois contre trois (deux attaquants et un centre) avec une balle de tennis. On joue en 13 jeux gagnants.
Ce mode de jeu apparait en 1937 en Italie. Il existe en Italie (depuis 1987), en France et en Allemagne, notamment, des championnats nationaux masculins et féminins se déroulant en hiver et des Coupe d'Europe masculines et féminines opposent à la fin de l'hiver ou au début du printemps (entre janvier et mars) les meilleurs clubs italiens, français, allemands, anglais, écossais, belges, autrichiens, hongrois, espagnols, irlandais et norvégiens. On notera la plus grande diversité des nations impliquées par rapport à la version en plein air notamment en raison de l'adoption de formules de jeu différentes en plein air entre le tambourin franco-italien, le tambourelli écossais, le TAM allemand et le tamboreu brésilien, par exemple.
| Coupe d'Europe des clubs champions (Hommes) - 1994 Fulgur Bagnacavallo - 1995 TC Cournonterral - 1996 Fulgur Bagnacavallo - 1997 GST Ragusa - 1998 Fulgur Bagnacavallo - 1999 US Poussan-Balaruc - 2000 Fulgur Bagnacavallo - 2001 Pol Tuenno - 2002 GST Ragusa - 2003 GST Ragusa - 2004 US Poussan - 2005 GST Ragusa - 2006 US Poussan - 2007 GST Ragusa - 2008 AT E.Guerra Castellaro - 2009 AT E.Guerra Castellaro - 2010 AS Florensac - 2011 Fulgur Bagnacavallo - 2012 GST Ragusa - 2013 AS Florensac - 2014 AS Florensac - 2015 Fulgur Bagnacavallo - 2016 AT E.Guerra Castellaro - 2017 TC Cournonterral - 2018 TC Cournonterral - 2019 TC Cournonterral - 2020 TC Cournonterral - 2021 Cinaglio - 2022 Segno - 2023 AS Florensac - 2024 ES Paulhan | Coupe d'Europe des clubs champions (Femmes) - 1994 TC Cournonterral - 1995 TC Cournonterral - 1996 TC Cournonterral - 1997 Acli Luigi Bruno - 1998 Acli Luigi Bruno - 1999 Acli Luigi Bruno - 2000 Acli Luigi Bruno - 2001 TC Lavérune - 2002 ASST Bergamo - 2003 Curno Bergamo - 2004 US Poussan - 2005 SS Aldeno - 2006 US Poussan - 2007 US Poussan - 2008 P.A. Santa Giusta - 2009 US Poussan - 2010 Ovada - 2011 San Paolo d'argon - 2012 Sabbionara - 2013 Sabbionara - 2014 Sabbionara - 2015 P.A. Santa Giusta - 2016 Sabbionara - 2017 Sabbionara - 2018 Sabbionara - 2019 ES Paulhan - 2020 ES Paulhan - 2021 Nave San Rocco - 2022 Nave San Rocco - 2023 ES Paulhan - 2024 Ciserano | Championnat d'Europe des nations de balle au tambourin en salle (Hommes) - 2011 Italie - 2015 France Championnat d'Europe des nations de balle au tambourin en salle (Femmes) - 2011 Italie - 2015 Italie Championnat du Monde des nations de balle au tambourin en salle (Hommes) - 2013 Italie - 2017 France - 2019 Italie - 2023 France Championnat du Monde des nations de balle au tambourin en salle (Femmes) - 2013 Italie - 2017 Italie - 2019 Italie - 2023 Italie |

Source du palmarès : Site officiel de la fédération française
Compétitions nationales
- Championnat d'Italie en salle de balle au tambourin
- Championnat de France en salle de balle au tambourin
- Championnat d'Italie en salle de balle au tambourin féminin
- Championnat de France en salle de balle au tambourin féminin

## Tambeach
Version la plus récente dérivée de la balle au tambourin, le Tambeach se pratique sur le sable avec un filet du même type que celui du volley pour séparer les deux camps. Cette discipline apparait à Ragusa en Sicile (Italie) au milieu des années 1970. L'Italie (depuis 1996) et l'Allemagne disposent d'un championnat national de Tambeach.
Le terrain est de dimension variable selon le nombre de joueurs impliqués. Pour les matches en simple (un contre un), le terrain mesure 24 m sur 7,5 m ; en double (deux contre deux), on joue sur 24 m par 11 m. Le filet se situe à 2,1 m de hauteur.

## Tambourin et médias
En France, la médiatisation du jeu dépasse rarement les limites du département de l'Hérault. Le quotidien local Midi libre suit ainsi l'actualité de ce sport mais ce n'est pas le cas du quotidien national sportif L'Équipe. La situation en Italie, en revanche, est très différente avec des médias nationaux impliqués et même des diffusions de rencontres à la télévision.

### Glossaire
Alandar : faire voler la balle très haut.

Aquet : moitié du terrain qui fait face à la batterie.

Aquetar : reprendre la balle venue du battoir.

Arescle : cercle de lamelles concentriques en bois de mûrier qui constitue l'armature sur laquelle est tendue et clouée la peau parcheminée.

Aterrar : faire courir la balle au sol.

Bassa : ligne médiane de cinquante mètres ; se dit aussi d'une balle qui, à la mise en jeu par le batteur, ne franchie pas la ligne.

Bateire : battoir ; batteur.

Ceuclar : se dit d'une balle qui dévie dans sa courses en décrivant une courbe sur le plan horizontal.

Clavels : clous : les clous de fer, fines pointes ; les clous de cuivre à tête large et arrondie servant à fixer la lanière de cuir de couleur.

Clausa : se dit d'une balle qui franchie la ligne de fond adverse ; se dit aussi de cette ligne.

Corda : ligne des joueurs d'avant, ils sont trois.

Cordiers : joueurs d'avants. Celui du milieu port le nom de tiers.

Crosar : jouer en diagonale.

Dalhar : littéralement « faucher ». Se dit du joueur qui, par un geste de faucheur, envoie la balle en faute du côté opposé à la main qui joue.

Desclavelat : se dit du tambourin dont la peau cesse d'être tendue par relâchement des clous ou déchirure des bords de la peau.

Destibat : détenue. se dit d'une peau insuffisamment tendue ou détendue par l'humidité de l'atmosphère.

Fanabregon : micocoulier ou alisier dont les arbustes fournissent les manches légèrement flexibles des battoirs.

Freta : nom de la muraille qui formait un des grands côtés du terrain et dont l'action sur la balle était admise à une certaine époque.

Jaça : emplacement marquant l'arrêt d'une balle après son premier bond ; ou son point de sortie du jeu, quand elle ne peut plus rejouer.

Joc : jeu; Nom du terrain ; du jeu dans son ensemble. C'est aussi le cri batteur lorsque, après les balles d'essai auxquelles il a droit, il annonce que la balle qu'il va lancer comptera pour la partie.

Marca : bâton de couleur servant à indiquer l'emplacement d'une « jaça ».

Marcaire : marqueur, celui qui jalonne les « jaçes » ou « chasses ».

Pauma : balle.

Pelh : désigne ici la peau de chèvre parcheminée.

Riban : lanières de cuire rouges, vertes ou bleues servant à cacher les bords de la peau et à ornementer le tambourin.

Tambornet : désigne à la fois l'instrument de jeu et le sport qu'il désigne.

Tiers : cordier du centre.